# Olle Rhönnstad
Sven Olof (Olle) Hasse Rhönnstad, född den 20 november 1931 i Arvika, död den 1 november 1988, var en svensk målare, tecknare och grafiker. 
Olle Rhönnstad var son till konstnären Eric Rhönnstad. Han studerade tidigt för både fadern och kusinen Thore Andersson i Arvika samt vid Akademien i Oslo och grafik vid Kyrkeruds Estetiska Folkhögskola i Årjäng. Han var verksam i Blomsterhult, Väse och Söderängen.
Rhönnstad hade separatutställningar i bland annat Avesta, Ludvika, Örnsköldsvik, Kristinehamn och Karlstad samt deltog i samlingsutställningar med bland annat Arvika konstförening och Värmlands konstförening samt på Liljevalchs konsthall. Rhönnstad är representerad på Värmlands museum samt inom ett antal landsting och kommuner.